# まっ昼ま王!!
『まっ昼ま王!!』（まっぴるまおう!!）は、1994年10月3日から1995年3月31日までテレビ朝日系列局で生放送されたテレビ朝日制作のバラエティ番組。

## 概要
『アフタヌーンショー』打ち切り以降長期低迷し、「死に枠」と呼ばれていた平日正午枠を立て直すべく、それまで放送されていた報道番組『ザ・ニュースキャスター』に代わる番組として、日替わりの内容・出演者による帯番組としてスタートした。
また、当時の『タモリ倶楽部』のプロデューサーでテレビ朝日深夜番組制作班のエースと呼ばれていた斉藤由雄が総合プロデューサーとして番組制作の陣頭指揮を執った。月曜の構成を担当した植竹公和は、斉藤と植竹がかつて手掛けていた『パオパオチャンネル』の経験から、昼の時間帯でもレギュラー出演者が日替わりであった『パオパオチャンネル』のフォーマットが通用できるのではないかと、開始に至った経緯を後に語っている。その一方で、植竹は開始前から番組に関して不安を感じていたという。
『パオパオチャンネル』同様に日替わり出演者としたのは、裏番組である『笑っていいとも!』を強く意識していたといわれている。
番組名こそ統一されていたが、実際は出演者やスタッフ、制作会社は曜日ごとに異なっており、裏番組である『笑っていいとも!』や『午後は○○おもいッきりテレビ』とは異なり、スーパーバイザーと総監督を置かなかったことや、独立した別番組（すなわち、『まっ昼ま王!!』という番組名は枠のレーベル名扱い）だったため、視聴率などをめぐってスタッフ同士で責任のなすりつけがあった。テコ入れのため、月曜日のコーナーである「幸福のどん底」に叫ぶ詩人の会を起用した際には、植竹以外の演出家と放送作家によって、面白い感じのギャグみたいな詩を書いて歌わせるなど、スタッフ全体の足並みが揃わなかった。裏番組が全国ニュース（『NNNライブオンネットワーク』→『NNNニュースプラス1』や『FNNスーパータイム』）であった中で20%の視聴率を取ることもあった『パオパオチャンネル』とは対照的に、『笑っていいとも!』や『おもいッきりテレビ』の牙城は崩せず、視聴率が測定不能（測定不能の場合は「※」と表示される）となった回もあり、金曜日のある回では10分間も「※」マークが続いた回があったという。
しかし、月曜 - 金曜帯の料理コーナーを新しく設置し、翌1995年1月からは全曜日の内容を変更したが、視聴率の低下に歯止めはかからず、半年で打ち切りとなった。低視聴率であったため、視聴者が録画した映像もほとんど残されておらず、ほとんどのスタッフが当時の記憶がないなど、放送終了してからも今なお「幻の番組」と呼ばれている。
1995年1月に降板した浅草キッドは後に、打ち切りの原因として、出演者やスタッフのチームワークの欠如を指摘している。。植竹は、打ち切りの要因を自身が担当した『夕やけニャンニャン』『11PM』『パオパオチャンネル』と比較した上で「3番組は明確な軸があったが、本番組にはそういった軸がなかった。どんな番組だったかって聞かれても一言で伝えられない。軸がはっきりすれば自ずと視聴者も付くものだけど、それを見つけられなかった」と述べている。

## 主な曜日別コーナーと出演者
- 月曜 「幸福のどん底」 田代まさし、島崎和歌子、風見しんご、きたろう、斉木しげるほか
- 火曜 「電撃!ナベカルチョ」 渡辺正行、大桃美代子、そのまんま東（現：東国原英夫）ほか
- 水曜 「ダイナミック商会」 山瀬まみ、ガダルカナル・タカ
- 木曜 「濡れてにアワー!!」 桂三枝（現：6代目桂文枝）、長野智子
- 金曜 「極楽スポーツ家族」神田正輝、今田耕司、東野幸治、飯島愛、浅草キッドほか（飯島と浅草キッドは1995年1月6日の放送で降板）
  - 月曜・水曜・木曜はスタジオ、火曜・金曜は銀座7丁目劇場からの生放送だった。時折録画放送をすることもあった。
  - 金曜日の演出をしていたのはテリー伊藤。

## 視聴率
1994年10月3日の初回放送は1.9%。 放送開始から3か月の平均視聴率は1.7%。歴代最低視聴率は1994年11月11日（金曜日）の0.6%。
金曜レギュラーの浅草キッドは後年「この番組で初めて着地（=0%）した毎分視聴率を見た」と証言している。

## 逸話
- 『ロンドンハーツ』や『愛のエプロン』などのヒット番組を多数手掛け、現在は制作2部長である板橋順二が担当ディレクターの1人だった。「低視聴率だったこの番組を担当していた時期ほど出社が苦痛だったことがない。反面、番組作りに妥協は一切許されないことも学んだ」と当時を述懐している。
- 番組の不振を物語るエピソードとして、浅草キッドが2001年9月21日放送の『虎の門』で「初めて着地している（視聴率0％の時間帯がある）毎分視聴率グラフを見た」と証言。
- 同時期には他局が本番組をネタにすることがあった。
  - フジテレビの『タモリのSuperボキャブラ天国』で、まっ昼間からベッドインする男女の映像をテレビ朝日の前で撮影した上で「照れ屋さんなんだから→テレ朝なんだから」なるネタが登場した事がある[3]。
  - 『ナインティナインのオールナイトニッポン』で、同番組のタイトルをもじった「まっ暗ま王」という投稿コーナーが存在したことがある[3]。
  - ダウンタウンもたびたびネタにしている。『ダウンタウンのごっつええ感じ』ではコントで「わしがあの高視聴率番組『ハクション大魔王』なら、お前みたいなモンは低視聴率…」と言ったところで今田が遮ったり、『ダウンタウンのガキの使いやあらへんで!!』の企画「芸能人チ○コ測定」で、そのまんま東の陰茎のサイズを測定（測定そのものはリアルなものではない）した際、東が「これ（この企画）、『まっ昼ま王！』でやっていい？」とダウンタウンに問いかけると、松本人志が「すいません、まっ昼ま王！ってなんですか？」とボケたりした。
- 2001年9月21日放送の『虎の門』の「朝まで生どっち!」で、「真っ昼ま王 vs QQQのQ・復活させるならどっち?」が放送された[5]。
- 2002年10月7日放送の『内村プロデュース』においてさまぁ〜ずの三村マサカズが自己紹介をする時、自身の代表番組にこの番組名を挙げていた（ただし、「まっ昼魔王」と表記していた）。この自己紹介は、『内村プロデュース』の公式サイトで確認することができる。
- 2006年末に日本テレビで放送された特番『お笑い芸人大忘年会』で、当時東野幸治の追っかけファンだった森三中の黒沢かずこがこの番組のタイトルを口にした瞬間、今田がその場に崩れ落ちた。放送時は字幕スーパーで「半年で打ち切りになった伝説の番組」と説明された。

## エンディングテーマ
- 負けたくない（橋村芽利加、1994年10月 - 1994年12月）
- あなたは 私の ENERGY （宇徳敬子、1995年1月 - 1995年3月）

## ネット局
| 放送対象地域  | 放送局           | 系列           | 備考                                                          |
| ------------- | ---------------- | -------------- | ------------------------------------------------------------- |
| 関東広域圏    | テレビ朝日       | テレビ朝日系列 | 制作局                                                        |
| 北海道        | 北海道テレビ     | テレビ朝日系列 |                                                               |
| 青森県        | 青森朝日放送     | テレビ朝日系列 |                                                               |
| 宮城県        | 東日本放送       | テレビ朝日系列 |                                                               |
| 秋田県        | 秋田朝日放送     | テレビ朝日系列 |                                                               |
| 山形県        | 山形テレビ       | テレビ朝日系列 |                                                               |
| 福島県        | 福島放送         | テレビ朝日系列 |                                                               |
| 新潟県        | 新潟テレビ21     | テレビ朝日系列 |                                                               |
| 長野県        | 長野朝日放送     | テレビ朝日系列 |                                                               |
| 静岡県        | 静岡朝日テレビ   | テレビ朝日系列 |                                                               |
| 石川県        | 北陸朝日放送     | テレビ朝日系列 |                                                               |
| 中京広域圏    | 名古屋テレビ     | テレビ朝日系列 |                                                               |
| 近畿広域圏    | 朝日放送         | テレビ朝日系列 | 現・朝日放送テレビ。 1995年1月17日から2月28日まではネット休止 |
| 広島県        | 広島ホームテレビ | テレビ朝日系列 |                                                               |
| 山口県        | 山口朝日放送     | テレビ朝日系列 |                                                               |
| 香川県 岡山県 | 瀬戸内海放送     | テレビ朝日系列 |                                                               |
| 福岡県        | 九州朝日放送     | テレビ朝日系列 |                                                               |
| 長崎県        | 長崎文化放送     | テレビ朝日系列 |                                                               |
| 熊本県        | 熊本朝日放送     | テレビ朝日系列 |                                                               |
| 大分県        | 大分朝日放送     | テレビ朝日系列 |                                                               |
| 鹿児島県      | 鹿児島放送       | テレビ朝日系列 |                                                               |

※1995年4月に開局を控えた愛媛朝日テレビでは、開局前のサービス放送で最終週のみ放送された。

## 備考
1995年3月20日は放送直前に発生した地下鉄サリン事件のANN報道特番が組まれた影響で放送休止となった。